# Rakata

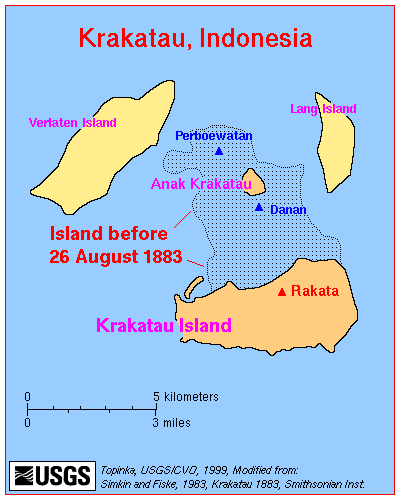
A Krakatau-szigetcsoport

Rakata (másik nevén Pralane) egy összeomlott sztratovulkán az indonéz Krakatau szigeten, a Szunda-szorosban. 813 méter magas, ez volt a legdélibb és a legmagasabb csúcs a 3 vulkáni kúp közül a Krakatau szigeten (a másik kettő a Danan és a Perboewatan volt), és az egyetlen, ami nem semmisült meg teljesen az 1883-as kitörést követően.